# Josef von Watteck
Josef von Watteck (17. února 1837 Bílsko – 22. října 1896 Vídeň) byl rakousko-uherský generál. Jako absolvent vojenské akademie sloužil v c. k. armádě od roku 1856, byl štábním důstojníkem u různých posádek a několik let strávil mimo jiné v Čechách. V roce 1888 dosáhl hodnosti polního podmaršála a v letech 1894–1896 zastával ve Vídni funkci prezidenta Nejvyššího vojenského soudního dvora. 

## Životopis
Narodil se ve Slezsku jako mladší syn c. k. majora Johanna Wattecka (1777–1854) a jeho manželky Barbory, rozené Pokorné (1808–1882). Studoval na Tereziánské vojenské akademii ve Vídeňském Novém Městě a do armády vstoupil v roce 1856 jako poručík u 35. pěšího pluku v Plzni. Později sloužil u zemského velitelství ve Veroně a doplnil si vzdělání na Válečné škole (K.u.k. Kriegschule) ve Vídni, následně byl jako nadporučík zařazen do sboru důstojníků generálního štábu. Působil na železničním odboru generálního štábu a v hodnosti majora (1869) později sloužil u 23. pěšího pluku.  Podílel se také na vojenském mapování v Linzi a jako podplukovník (1876) byl poté zástupcem velitele 42. pěšího pluku v Terezíně. V roce 1877 byl povýšen na plukovníka a stal se šéfem štábu zemského velitelství pro Halič v Krakově.
V roce 1883 byl povýšen do hodnosti generálmajora a stal se velitelem 8. horské brigády ve Foči v okupované Bosně, později byl přeložen jako velitel 6. pěší brigády do Salzburgu. K datu 1. listopadu 1888 získal hodnost polního podmaršála a stal se velitelem 11. pěší divize ve Lvově, od roku 1890 velel 28. pěší divizi v Lublani a v roce 1892 byl přeložen jako velitel 10. pěší divize do Josefova. Nakonec byl v letech 1894–1896 prezidentem Nejvyššího vojenského soudního dvora (Oberster Militär-Gerichtshof). Zemřel ve Vídni 22 října 1896 ve věku 59 let. 
Byl nositelem Leopoldova řádu a Vojenské záslužné medaile, od německého císaře získal Řád červené orlice II. třídy. V roce 1887 byl povýšen do šlechtického stavu a v roce 1894 obdržel titul c. k. tajného rady s nárokem na oslovení Excelence. Od roku 1895 byl čestným majitelem pěšího pluku č. 30.

## Rodina
V roce 1886 se oženil s Gabrielou Polívkovou z Treuensee (1868–1955), dcerou generálmajora Adolfa Polívky. Měli spolu pět dětí, z nich Willfried Watteck (1887–1946) byl úředníkem zemské vlády v Salzburgu.
Jeho starší bratr Franz von Watteck (1830–1886) sloužil také v armádě, dosáhl hodnosti polního podmaršála a v roce 1880 byl povýšen do šlechtického stavu. 